# Zendgroep BI-Radiodienst
De Zendgroep BI-Radiodienst was een zendgroep die door agenten van het Bureau Inlichtingen (BI) in bezet Nederland was opgericht.

## Typering
De agenten die van de zendgroep deel uitmaakten waren organisators en radiotelegrafisten. De organisators hadden de taak om het Nederlands verzet te coördineren en een basis te leggen voor de oprichting van de Binnenlandse Strijdkrachten waarin in een later stadium van de oorlog de verzetsorganisaties; de Ordedienst (OD), de Raad van Verzet (RVV) en de Landelijke Knokploegen (LKP) zouden worden geïntegreerd. De radiotelegrafisten verzorgden het radiocontact tussen de RVV en het BI en de Nederlandse regering in Londen. De zendgroep werd ondersteund door marconisten van de Radiodienst van de Raad van Verzet. In de periode van 11 januari tot en met 8 mei 1944 werden door het BI zeven agenten ten behoeve van de Zendgroep BI-Radiodienst boven bezet Nederland geparachuteerd. De agenten hielden zich voornamelijk bezig met het verzamelen van militaire en economische inlichtingen. Inlichtingen die door de inlichtingendienst van de RVV werden aangeleverd. De Zendgroep was operationeel van  januari tot en met december 1944. Van de zeven agenten werden er vijf door de Sicherheitsdienst (SD) gearresteerd en kwamen er vijf om het leven.

## De voorgeschiedenis
Naarmate de illegale organisaties in omvang toenamen nam het aantal onderduikers ook evenredig toe. In de praktijk betekende dit dat er fondsen en middelen nodig waren om deze onderduikers te kunnen onderhouden. Er waren diverse hulporganisaties die zich het lot van de onderduikers hadden aangetrokken. Zo waren er de Landelijke Organisatie voor Hulp aan Onderduikers (LO) en het Nationaal Steun Fonds (NSF). 
Door diverse agenten van de Zendgroep Barbara zoals; Garrelt van Borssum Buisman (1915-1991), Willem Jan Hubertus Schreinemachers (1910-1987) en Otto Martin Wiedemann (1915-2000), was al menig keer bij de regering om financiering van de hulporganisaties gevraagd. Met Jan Marginus Somer het hoofd van het BI in Londen was hier uitvoerig over gesproken. Somer had op zijn beurt de Nederlandse regering in Londen geïnformeerd. Om meerdere redenen had er tot 1943 door de Nederlandse regering in Londen nog steeds geen financiële steun aan of financiering van de hulporganisaties plaatsgevonden. De complicatie was dat de beide hulporganisaties over de taakverdeling en de prioriteit van de verdeling van de fondsen van mening verschilden. Daarnaast beschikte de Nederlandse regering in Londen over onvoldoende middelen. Door de bemiddeling van Theo Tromp werden de verschillen van mening tussen de hulporganisaties tot overeenstemming gebracht. Dit resultaat werd door de agent Wim Schreinemachers eind 1943 telegrafisch aan het BI in Londen doorgegeven.

### "Fiat Libertas"
De agent Martin Wiedemann die in het noorden en het westen van bezet Nederland zijn werkterrein had, verzorgde voor "Fiat Libertas" het radiocontact met het BI en de Nederlandse regering in Londen. Wiedemann had al eens namens de regering tienduizend gulden aan een vertegenwoordiger van deze passeurslijn overgedragen. Maar het  was een druppel op een gloeiende plaat gebleken. De organisatie "Fiat Libertas" onderhield nauwe betrekkingen met de LO en de RVV. Aangezien "Fiat Libertas" aan Wiedemann ook belangrijke militaire inlichtingen kon verstrekken, zocht hij naar Nederlandse marconisten om die als lokale telegrafisten voor de Zendgroep Barbara in te kunnen schakelen. Aldus kwam hij in Hilversum bij de Radiodienst van de actieve verzetsleider Jan Thijssen terecht. Thijssen leverde de marconisten. Thijssen was een van de oprichters van de RVV. Als tegenprestatie voor de ondersteuning van de Zendgroep Barbara kreeg de RVV door de bemiddeling van Martin Wiedemann een direct radiocontact met Londen. Thijssen zag kans om via de radiozender de Nederlandse regering in Londen te informeren over de April-meistakingen van 1943. In november 1943 vatte in Londen aldus de mening post dat de RVV kennelijk een belangrijke organisatie was. Om die reden namen de minister van Oorlog Otto Cornelis Adriaan van Lidth de Jeude en de leiding van het BI het besluit om de banden met de RVV nauw te gaan aanhalen.

### Andreas Wilhelmus Maria Ausems (1904-1955)
Toen aan het einde van 1943 diverse keren door de agenten van de Zendgroep Barbara en de RVV telegrafisch om hulp aan de Nederlandse regering in Londen was gevraagd en de reacties waren uitgebleven besloot de RVV om in september 1943 een boodschapper naar Londen te sturen. Jan Thijssen, die op dat moment nog voor de radiodienst van de OD werkzaam was, besloot zijn vriend Andreas Wilhelmus Maria Ausems naar Engeland te sturen en aan hem "Het Verslag Ervaringen Hoofd Radiodienst" mee te geven. In het verslag stonden de doelstellingen beschreven die Thijssen met zijn Radiodienst en de RVV nastreefde. 
Andries Ausems bereikte via een escaperoute Madrid. In Madrid kwam hij in contact met  Jan Marginus Somer van het BI. Via de bemiddeling van Somer bereikte Ausems Londen en was hij in staat om bij het BI en de Nederlandse regering in Londen de boodschap van Jan Thijssen over te brengen. Na gesprekken met Ausems nam de leiding van het BI het besluit om een groep agenten ter omvang van de Zendgroep Barbara, in januari 1944 en de daaropvolgende maanden, voor de nodige steun van de RVV en de daarbij behorende radiodienst, boven bezet Nederland te parachuteren. Minister president Pieter Sjoerds Gerbrandy vond dat de activiteiten van de illegale organisaties in Nederland dienden te worden gecoördineerd. Voor dat doel stelde hij met zijn ministers richtlijnen op. De richtlijnen waren bestemd voor het besturen van de organisaties. De richtlijnen zouden bekend worden als de "Negentien punten van Gerbrandy". De gewenste coördinatie kwam door de bemiddeling van de agenten van het BI in de loop van 1944 tot stand. Hieruit zouden de in september 1944 de Binnenlandse Strijdkrachten ontstaan.

### De agenten ten behoeve van de Zendgroep BI-Radiodienst
De agenten die door het BI, ten behoeve van de Zendgroep BI-Radiodienst, boven bezet Nederland, werden geparachuteerd waren;
- Harm Steen en Sjef Adriaansen (10/11-01-1944);
- Andries Ausems  en Jacques van Loon ( 29/2-1/3-1944);
- Jan Faber en Herman Leus (10/11-04-1944);
- Jan de Bloois (7/8-05-1944);

De organisator en de leider van de zendgroep was de agent Harm Steen. Na zijn arrestatie op 2 maart 1944 werd de leiding bij de zendgroep tijdelijk overgenomen door Andries Ausems. Vanaf 11 april 1944 werd Jan Faber de leider. De agenten werden ondersteund door marconisten van de Radiodienst van de Raad van Verzet.

## Harm Steen (1916-1944) en Sjef Adriaansen (1919-1944)
Harm Steen (1916-1944) werd in de nacht van 10 op 11 januari 1944 samen met de agent Josephus Adriaansen (1919-1944), in de omgeving van Breda, boven Noord-Brabant geparachuteerd. Harm Steen was de organisator en de leider van de Zendgroep BI-Radiodienst. Hij werkte in de functie van verbindingsofficier samen met de RVV en de daarmee samenwerkende verzetsorganisaties. Ten behoeve van het NSF had hij een speciale opdracht uit Londen meegekregen. In de functie van radiotelegrafist verzorgde hij het radiocontact tussen de RVV en het BI en de Nederlandse regering in Londen. Tijdens zijn contact met het NSF gebruikte hij de schuilnamen; Hein van Tilburg en Sedburgh. Tijdens de radiocontacten met het BI maakte hij gebruik van de codenaam; Kees, Witte Beeren en Paultje. Tijdens zijn contacten in "het veld" gebruikte hij de schuilnamen; H.J.Broekhuizen, Lange Harm en De Luit. Zijn radiozender werd uitgepeild. Op 2 maart 1944 werd hij door de SD gearresteerd. Op 5 september 1944 werd Harm Steen op de Fusilladeplaats in het Kamp Vught gefusilleerd. 
Sjef Adriaansen (1919-1944) was als radiotelegrafist aan Harm Steen toegevoegd. Hij zorgde voor de opvang van de agenten die ten behoeve van de Zendgroep BI-Radiodienst boven bezet gebied werden geparachuteerd. Tijdens de radiocontacten met het BI maakte Adriaansen gebruik van de codenaam; Leonards, Willem Bogers en Witte Beeren. Tijdens zijn contacten in "het veld" gebruikte hij de schuilnamen; J. Bastiaanse. Zijn radiozender werd uitgepeild. Hij werd op 14 juli 1944 gearresteerd. Op 5 september 1944 werd hij op de Fusilladeplaats in Kamp Vught gefusilleerd. 

### Opdracht
Harm Steen was de organisator en de leider van de zendgroep. Aan Steen was door de Nederlandse regering in Londen een bedrag van tien miljoen gulden in de vorm van een regeringsvolmacht meegegeven. De regeringsvolmacht was bestemd voor mr. Walraven van Hall. Van Hall was in bezet Nederland de intermediair en bindende factor tussen de hulporganisaties. Hij zou de kredietfinanciering verdelen over het NSF en de LO en de daarmee samenwerkende hulpdiensten. Daarnaast had Harm Steen in een gordel honderd dertigduizend gulden uit Londen meegekregen. Een bedrag van honderdduizend gulden was bestemd voor de RVV. De resterende dertigduizend gulden waren bestemd als kosten van levensonderhoud voor de agenten van de zendgroep.

### Plaats van tewerkstelling
Het eerste aanloopadres dat Harm Steen en Sjef Adriaansen na hun landing bezochten was bij de “Spartanen” in Princenhage. Het aanloopadres was de rijwiel- en motorfietsenhandel van Rinus van Nunen. Het bedrijf was herkenbaar aan een uithangbord dat aan de voorpui hing. Het was een reclamebord van het merk “Sparta”. Zowel de schuilnaam van de contactpersoon als het wachtwoord om bij de familie binnen te kunnen komen was; de “Spartanen”. De tocht naar Princenhage was niet zonder risico. De brief met de kredietfinanciering van tien miljoen gulden en de gordel met daarin honderd dertigduizend gulden kon bij aanhouding tot verdenking van een bankroof leiden. Na aankomst bij de “Spartanen” in Princenhage reisde Harm Steen gelijk door naar Zaandam. In Zaandam woonde Hein Optenvelde de contactpersoon van de RVV. Vanuit Zaandam bezocht hij Walraven van Hall, in Amsterdam, de contactpersoon en intermediair tussen de verschillende hulporganisaties.
Sjef Adriaansen bleef in Princenhage achter. In de molen van de molenaar Frans van der Reijt richtte Adriaansen een seinpost in. Vanuit de molen in Princenhage verzorgde hij het radiocontact tussen de RVV en het BI en de Nederlandse regering in Londen. Vanuit zijn onderduikadres bereidde hij de opvang van de agenten van de Zendgroep BI-Radiodienst voor. Toen de tijd rijp was, bracht Adriaansen de radiozendontvanger van Harm Steen naar Zaandam. Tevens werd aan Steen een zendplan en een code overhandigd waarmee Optenvelde en Steen ten behoeve van de RVV berichten naar het BI en de Nederlandse regering in Londen konden doorseinen. In de werkplaats van het radiotechnisch bedrijf van Optenvelde werd een seinpost ingericht. Optenvelde zette lokale marconisten van de radiodienst in om de zendgroep uit te bouwen. 
In Princenhage was de molenaar Van der Reijt Adriaansen op alle mogelijke manieren behulpzaam. In de eerste week van februari 1944 ontving Adriaansen van het BI in Londen het bericht dat bijna de gehele Zendgroep Barbara was opgerold. Alleen de agent Jan Hendrik Diesfeldt was nog over. Adriaansen dook bij de molenaar onder. Uit veiligheidsoverwegingen nam Adriaansen het besluit om zo weinig mogelijk vanuit de molen en het huis van de "Spartanen" te seinen. Hij verplaatste zijn seinpost naar een schoolgebouw in Princenhage. Daarna verplaatsten hij zich in Noord-Brabant van seinpost naar seinpost. In het voorjaar en in de zomer van 1944 richtte hij in totaal zeventien seinposten in. Sjef Adriaansen was voornamelijk werkzaam in het gebied tussen Breda, Bergen op Zoom en Rotterdam.

## Andreas Wilhelmus Maria Ausems (1904-1955) en Jacobus Eugène van Loon ( 1919)
Andreas Wilhelmus Maria Ausems (1904-1955), werd in de nacht van 29 februari op 1 maart 1944 samen met de radiotelegrafist Jacobus Eugène van Loon (1919), in de omgeving van Rijsbergen, boven Noord-Brabant geparachuteerd. Andries Ausems was als boodschapper door Jan Thijssen met een speciale opdracht naar de Nederlandse regering in Londen gestuurd. Hij moest "Het Verslag Ervaringen Hoofd Radiodienst" bij de Nederlandse regering in Londen afgeven en toelichten. In het verslag stonden de doelstellingen beschreven die Jan Thijssen met de RVV en zijn Radiodienst nastreefde. Na zijn opleiding tot agent bij het BI werd Ausems door minister president Pieter Sjoerds Gerbrandy als regeringsvertegenwoordiger met volmachten terug naar bezet Nederland gezonden. Ausems  moest de "negentien punten van Gerbrandy" bij de leiders van het Nederlands verzet afgegeven en toelichten. In deze "negentien punten" was beschreven hoe het verzet in bezet Nederland diende te worden gecoördineerd en samengebundeld. De "negentien punten van Gerbrandy" waren de basis voor de oprichting van de Binnenlandse Strijdkrachten waarin in een later stadium van de oorlog de verzetsorganisaties; de OD, de RVV en de LKP werden geïntegreerd. Daarnaast had Ausems samen met zijn radiotelegrafist Jacques van Loon de opdracht om het radiocontact te verzorgen tussen de Raad van Verzet en het BI en de Nederlandse regering in Londen. Tijdens de radiocontacten met het BI maakte Ausems gebruik van de codenaam;  Karel, Arnold, Andries en Ouwe Taaie. Tijdens zijn contacten in “het veld” gebruikte hij de schuilnamen; Anton Gerard Everts.
Jacques van Loon (1919), was als  radiotelegrafist aan Ausems toegevoegd. Na zijn landing werkte hij nauw samen met de agent Sjef Adriaansen. Tijdens de radiocontacten met het BI maakte hij gebruik van de codenaam; Adam, Kees Kors. Tijdens zijn contacten in "het veld" gebruikte hij de schuilnamen; G. van den Broeke of C. van den Brocke. De opdracht van Jacques van Loon werd op 26 oktober 1944 beëindigd. 

### Plaats van tewerkstelling
De parachutering van Andries Ausems en Jacques van Loon verliep niet helemaal succesvol. Van Loon kwam op het erf naast een boerderij aan de grond. Zijn parachute waaide over het dak en de parachute bleef aan de dakpannen vastzitten. Met moeite kon hij zich van het dak losmaken. Ausems kwam een paar honderd meter verder in een weiland terecht. Hij bleef een tijd lang versuft op de grond liggen. Nadat hij tot zijn positieven was gekomen kon hij verder. Nadat de beide agenten in Princenhage door Sjef Adriaansen bij het onderduikadres van de "Spartanen" was opgevangen begonnen ze aan hun opdracht. Ausems reisde direct door naar zijn onderduikadres in Goirle. De volgende dag, op 2 maart 1944, vertrok Ausems in de namiddag naar Zaandam. Diezelfde middag deed de SD een inval in het radiotechnisch bedrijf van Optenvelde. Harm Steen en Hein Optenvelde werden door de SD gearresteerd en verhoord. Steen had ongeveer zes weken op het onderduikadres bij Optenvelde doorgebracht. Zijn radiozender was uitgepeild. Andries Ausems bereikte aan het einde van de middag het radiotechnisch bedrijf van Optenvelde. Hij stapte door de half openstaande deur de gang binnen en hij keek in de loop van een Duits dienstpistool. Hij werd door een rechercheur van de SD de kamer binnengeleid. Steen zat aan een stoel vastgebonden en zijn radiozender stond aan zijn voeten. Ausems en Steen deden of ze elkaar niet kenden. Ausems werd door de rechercheurs van de SD gefouilleerd. Zijn koffer werd doorzocht. Hij werd verhoord. Ausems haalde zijn pijp tevoorschijn. Tijdens het verhoor begon hij deze met zijn lucifers aan te steken, hetgeen mislukte. In het luciferdoosje zaten uitgeholde lucifers met daarin de microfoto’s van een document met daarop de afgebeelde "negentien punten van Gerbrandy". Door gebrek aan bewijs werd Ausems in vrijheid gesteld. Eenmaal thuis werden de microfoto’s  die door Ausems onder de leiders van de daarvoor in aanmerking komende illegale groeperingen diende te worden verspreid door Ausems verbrand. Ausems dook onder bij zijn broer in Goirle. Van daaruit fietste hij naar Princenhage om contact te houden met de agenten in Princenhage. Door de arrestatie van Steen leek het hem verstandig om op 4 maart 1944 Adriaansen en Van Loon onder zijn bevel te stellen. Via Adriaansen verzond Ausems op 4 maart 1944 een telegram naar Londen met de mededeling dat hij bijna door de SD was gearresteerd. Ausems had enige weken zijn handen vol aan de organisatie en de beveiliging van de zendgroep.
In Princenhage was de molenaar Van der Reijt  Sjef Adriaansen en Jacques van Loon op alle mogelijke manieren behulpzaam. Adriaansen en Van Loon werkten nauw met elkaar samen. Ze verzorgden het radiocontact tussen de RVV en het BI en de Nederlandse regering in Londen. Vanuit hun onderduikadres troffen ze voorbereidingen om de agenten op te vangen die door het BI ten behoeve van de Zendgroep BI-Radiodienst boven bezet gebied werden geparachuteerd. Hun werkterrein strekte zich uit in een gebied tussen Breda, Bergen op Zoom en Rotterdam. Als ze in de gelegenheid waren zochten ze contact met de RVV en de daarmee samenwerkende verzetsorganisaties. Ze verzamelden economische en militaire inlichtingen en ze seinden deze inlichtingen door naar het BI in Londen.
In Zaandam had Ausems van de leden van de verzetsgroep van Optenvelde het verwijt gekregen dat de arrestatie van Steen en Optenvelde door zijn toedoen was veroorzaakt. Door de slechte berichten die uit Zaandam bij Adriaansen en Van Loon in Princenhage binnenkwamen kon Ausems niet voorkomen dat mede als gevolg van zijn zwijgzaamheid en de sporadische bezoeken aan Princenhage er tussen Ausems en zijn agenten een sfeer van wantrouwen ontstond. Om het werkklimaat enigszins te verbeteren nam Ausems het besluit om Van Loon over te plaatsen naar een onderduik- en seinadres in Bakel. Het was in het huis van een arts waarmee Ausems  bevriend was. In Bakel seinde Van Loon de berichten die hij van Ausems ontving door naar het BI in Londen. In de kleine dorpsgemeente in Bakel wist bijna iedereen naar korte tijd dat de “vreemde snuiter” iets illegaals tegen de Duitsers deed. De directeur van de plaatselijke melkfabriek waarschuwde Van Loon dat hij vanuit Eindhoven zou zijn uitgepeild.Uit veiligheidsoverwegingen keerde Van Loon terug naar Breda. Hij nam zijn intrek bij de plaatselijke kruidenier.Van Loon ging een nieuwe samenwerking aan met Adriaansen. Aangezien Ausems zich niet meer bij de agenten liet zien zorgde Adriaansen voor de aanvoer van de berichten. Hij nam voor dat doel contact op met andere agenten die ook voor het BI werkten. Om zichzelf niet in gevaar te brengen veranderden ze steeds van seinadres. 

## Jan Faber (1917 – 2001) en Herman Leus (1917 –  1945)
In de nacht van 10 op 11 april 1944 werd het volgende koppel agenten ten behoeve van de Zendgroep BI-Radiodienst in de omgeving van Tiel, boven Gelderland geparachuteerd. Het waren de agenten Jan Faber (1917-2001) en Herman Leus (1917-1945).
Jan Faber was bestemd om de leiding bij de zendgroep over te nemen. Faber ging het werk van Harm Steen voortzetten. Tijdens de radiocontacten met het BI maakte Faber gebruik van de codenaam; Frank en Frans Meier. Tijdens zijn contacten in "het veld" gebruikte hij de schuilnaam; J.H. van der Vaart.

### Plaats van tewerkstelling
Faber en Leus gingen na enige dagen in Noord-Brabant aan het werk. Jan Faber volgde Harm Steen op als contactpersoon tussen het BI en de RVV en de daarmee samenwerkende illegale organisaties. Door het wegvallen van de Zendgroep Barbara moest Faber haast maken met het oprichten van de nieuwe zendgroep. De Radiodienst van de Raad van Verzet leverde de lokale marconisten. Het zat Jan Faber niet mee om zijn contactpersoon van de RVV in Amsterdam te vinden. Toen Faber in Amsterdam aankwam bleek zijn contactpersoon als gevolg van een razzia te zijn ondergedoken. Faber kon hem niet op het spoor komen. Het duurde tot medio juni 1944 voor Faber het contact met de leiding van de RVV had gelegd. Faber zorgde voor de verspreiding van de "negentien punten van Gerbrandy". Herman Leus was zijn radiotelegrafist. Hij werkte nauw samen met Adriaansen en Van Loon. Tijdens de radiocontacten met het BI maakte Leus gebruik van de codenaam; Gerard, Jacob en Weerink. Tijdens zijn contacten in "het veld" gebruikte hij de schuilnamen; Jan Willem Wiemers. 

## Jan de Bloois (1916 – 1944)
Om de radiotelegrafisten van de zendgroep te ondersteunen werd de agent Jan de Bloois (1916-1944) in de nacht van 7 op 8 mei 1944, in de omgeving van Rijsbergen, boven Noord-Brabant geparachuteerd. De Bloois had de opdracht om de Zendgroep BI-Radiodienst te versterken en te completeren. In het geval het nodig was diende hij eveneens steun te verlenen aan de Spionagegroep Albrecht. Tijdens de radiocontacten met het BI maakte De Bloois gebruik van de codenaam; Gijs, Krankzinnige Mier, Piet de Springer en Jan van Dorp. Tijdens zijn contacten in "het veld" gebruikte hij de schuilnamen; J.H. Zuiderhout.

### Plaats van tewerkstelling
Na zijn landing op 8 mei 1944 werd Jan de Bloois door Sjef Adriaansen en Jacques van Loon in Princenhage op het onderduikadres bij de "Spartanen" opgevangen. De Bloois had vier radio-sets en de bijbehorende zendplannen uit Londen meegekregen. Helaas waren de radio-sets bij de landing onherstelbaar beschadigd. Met de komst van Jan de Bloois was de Zendgroep BI-Radiodienst compleet. Vanaf dat moment werd het aanloopadres bij de "Spartanen" in Princenhage niet meer gebruikt. Adriaansen, Van Loon, Leus en De Bloois hebben met zijn vieren onder de leiding van Jan Faber een even hechte groep kunnen vormen als de Zendgroep Barbara dat onder Garrelt van Borssum Buisman had gedaan.

## Een golf van arrestaties
De radiozender van Sjef Adriaansen werd op 14 juli 1944 in Hoeve uitgepeild. Bij zijn arrestatie verzette Adriaansen zich. Hij probeerde zelfmoord te plegen. Hij schoot zich in zijn kaak. Adriaansen werd op 5 september 1944 op de Fusilladeplaats in Kamp Vught gefusilleerd. Na de arrestatie van Adriaansen volgde in Princenhage een inval in de molen van de molenaar Frans van der Reijt. Ook bij de “Spartanen” viel de SD binnen. Van der Reijt probeerde te vluchten. Op de vlucht werd hij door de SD in zijn been geschoten. Na zijn arrestatie werd hij naar Sachsenhausen afgevoerd. Op 31 december 1944 kwam hij in het concentratiekamp te overlijden. De "Spartanen" zagen kans om te vluchten. Van Loon bevond zich op zijn onderduikadres bij de plaatselijke kruidenier. Toen hij van de arrestaties hoorde dook hij bij kennissen in Bergen op Zoom onder. Na de arrestatie van Adriaansen verlegde Herman Leus zijn werkterrein via Bergen op Zoom, Langbroek naar Ermelo. Hij werd op 17 december 1944 in Ermelo gearresteerd. Op 8 maart 1945 werd hij bij Woeste Hoeve (gemeente Apeldoorn) gefusilleerd in de represaillegolf voor de aanslag op Hanns Rauter aldaar. Jan de Bloois verlegde zijn werkterrein via Bergen op Zoom naar Langbroek en Nederlangbroek. Bij een huiszoeking in Nederlangbroek, op 30 december 1944, sloeg Jan de Bloois op de vlucht. Hij werd door de SD op de vlucht neergeschoten. Jan Faber verlegde vervolgens zijn werkterrein naar Noord en Zuid-Holland en de provincie Utrecht.

## De Radio-Inlichtingendienst
Door de aankomst van Jan Faber en Jan de Bloois, in april en mei 1944, kreeg Andreas Wilhelmus Maria Ausems zijn handen vrij. Vanaf dat moment groeide hij uit tot een van de belangrijkste medewerkers van Jan Thijssen. Na de parachutering van de agent Ben Buunk (1917-1945), in de nacht van 5 op 6 juli 1944, ging hij nauw met Ben Buunk samenwerken. Ausems en Buunk hielden zich voornamelijk bezig met de opbouw van de Radio-inlichtingendienst van de RVV. De inlichtingendienst kreeg pas vaste vorm toen Eduard H.M. Hoogeweegen de RVV-Rotterdam tot een brigade formeerde. Aan de staf van de brigade werd een inlichtingendienst verbonden. Deze inlichtingendienst werd tot eind september 1944 bijgestaan door Ausems en Buunk. De Radiodienst Rotterdam ontwikkelde zich tot een zeer belangrijke zendafdeling. Ausems en Buunk werkten in de Biesbosch, Dussen, ’t Gooi, Rotterdam in de provincies Zuid-Holland en Utrecht. Toen Ben Buunk opdracht kreeg om zich in Overijssel, in Vroomshoop, te vestigen ging Ausems voor het Operatiecentrum van de RVV werken. Ausems werd de verbindingsofficier van de RVV en hij werd de vertrouweling en rechterhand van Jan Thijssen. Buunk werd op 10 februari 1945, in Vroomshoop, door de SD gearresteerd. Op 4 april 1945 werd hij in Hattem gefusilleerd.